# Bonnie J. Dunbar
Bonnie Jeanne Dunbar, född 3 mars 1949 i Sunnyside, Washington, är en amerikansk astronaut uttagen i astronautgrupp 9 den 19 maj 1980.
Hon var tidigare gift med den amerikanske astronauten Ronald M. Sega.

## Rymdfärder
- STS-61-A
- STS-32
- STS-50
- STS-71
- STS-89

## Rymdfärdsstatistik
| Färd     | Datum                        | Tid        | EVA     |
| -------- | ---------------------------- | ---------- | ------- |
| STS-61-A | 30 oktober - 6 november 1985 | 168:44:00  | 0:00:00 |
| STS-32   | 9 - 20 januari 1990          | 261:00:00  | 0:00:00 |
| STS-50   | 25 juni - 9 juli 1992        | 331:30:00  | 0:00:00 |
| STS-71   | 27 juni - 7 juli 1995        | 235:22:00  | 0:00:00 |
| STS-89   | 22 - 31 januari 1998         | 211:47:00  | 0:00:00 |
| Totalt   | Totalt                       | 1208:23:00 | 0:00:00 |